# Goin’ Back
Goin’ Back (także jako Going Back) – piosenka napisana przez Gerry’ego Goffina i Carole King w 1966. Utwór był wykonywany przez wielu różnych artystów, w tym przez Dusty Springfield, Goldie, The Byrds, Elkie Brooks, Deacon Blue, Marianne Faithfull, Queen (jako Larry Lurex), Dianę Ross, Phila Collinsa, Bon Jovi, a także przez samą Carole King.

## Wersja Dusty Springfield

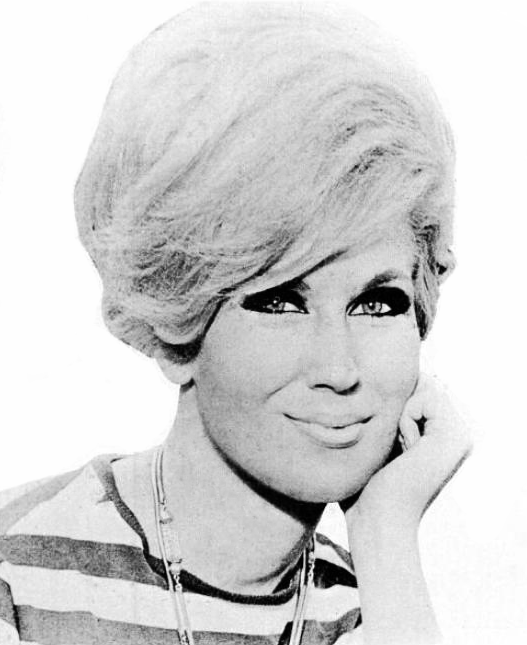
Dusty Springfield w 1967

Chociaż pierwszą artystką, która nagrała ten utwór, była Goldie z grupy Goldie & The Gingerbreads, po nieporozumieniach z autorami (Goffinem i King) dotyczącymi nieautoryzowanych zmian w tekście, zgoda na użycie ich dzieła została wycofana. Wówczas Carole King postanowiła sama nagrać utwór, jednak ostatecznie podarowała go Dusty Springfield. W wykonaniu Springfield piosenka stała się międzynarodowym hitem i dlatego ta wersja jest do dziś najbardziej znana.
Nagrania dokonano 15 czerwca 1966 w Philips Studios w Londynie. Artystce akompaniował Peter Knight, zaś produkcją zajął się Johnny Franz. Singel został wydany 1 lipca 1966 i osiągnął dziesiąte miejsce na UK Singles Chart, lecz mimo to nie wydano go w Stanach Zjednoczonych.
Utwór „Goin' Back” nie został zamieszczony na żadnym albumie studyjnym Dusty Springfield z lat 60., jednak znalazł się na kilku kompilacjach wokalistki, w tym Greatest Hits, Goin' Back: The Very Best of Dusty Springfield, Songbooks, Complete A and B-sides: 1963–1970, Live at the BBC, a także na brytyjskim wydaniu Golden Hits.

### Lista utworów
Płyta gramofonowa 7″, Philips Records, data wydania: 1 lipca 1966
1. „Goin' Back” (3:30)
2. „I’m Gonna Leave You” (3:28)

### Notowania na listach przebojów
| Kraj            | Lista (1966)    | Najwyższa pozycja |
| --------------- | --------------- | ----------------- |
| Wielka Brytania | Singles Top 100 | 10                |

## Wersja The Byrds
Amerykańska grupa The Byrds wydała „Goin’ Back” jako singel 20 października 1967, osiągając 89. miejsce na liście Billboard Hot 100, jednak bez sukcesów w Wielkiej Brytanii. Utwór znalazł się też na albumie The Notorious Byrd Brothers. Pod względem muzycznym przypomina pozostałe utwory z tego albumu, jak „Get to You” czy „Natural Harmony” dzięki barokowym aranżacjom i orkiestracji. Można też doszukać się w nim wpływów muzyki country, będących charakterystyczną cechą późniejszego albumu Sweetheart of the Rodeo.

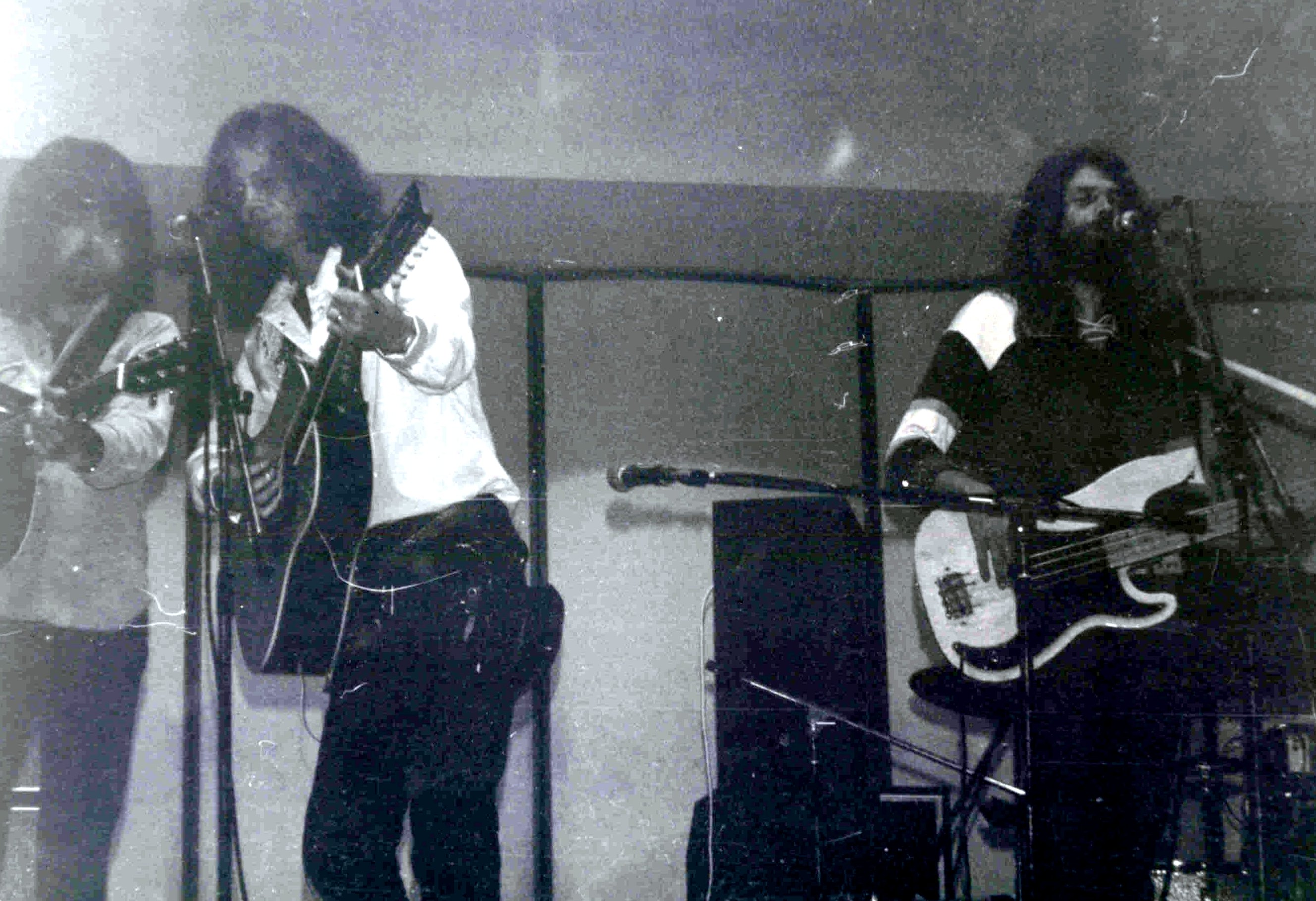
The Byrds

Decyzja o nagraniu „Goin' Back” doprowadziła do spięć w grupie, powodowanych głównie przez Davida Crosby’ego, pełniącego wówczas rolę gitarzysty rytmicznego, który nie podzielał entuzjazmu wobec tego utworu. Uważał, że jest zbyt lekki, typowy dla popularnego na przełomie lat 1950. i 1960. stylu Brill Building. Dodatkowo okazało się, że utwór konkuruje z jego własną piosenką, „Triad”, o miejsce na albumie  The Notorious Byrd Brothers. Ostatecznie Crosby odmówił wzięcia udziału w nagrywaniu i został wyrzucony z zespołu, a „Goin' Back” został umieszczony na albumie oraz wydany jako singel.
Niektórzy krytycy błędnie uważali, że wersja z singla została nagrana w innym podejściu niż ta z albumu. Analiza zapisów z sesji nagraniowej wykazała jednak, że singel zawiera tę samą wersję utworu, co album. Pomyłkę mógł powodować fakt, że monofoniczna wersja singlowa została zmiksowana nieco inaczej niż ta umieszczona na albumie. Wersję mono ponownie wydano na albumach kompilacyjnych The Byrds: The Original Singles: 1967–1969, Volume 2 z 1982 roku, The Columbia Singles '65-'67 z 2002 roku oraz wydanym w Japonii Original Singles A’s & B’s 1965 – 1971 z 2012 roku.
Oprócz wymienionych wydawnictw, „Goin' Back” w wykonaniu The Byrds można również znaleźć na albumach: The Byrds' Greatest Hits Volume II, History of The Byrds, The Byrds, The Very Best of The Byrds, There Is a Season, a także na brytyjskiej wersji The Best of The Byrds: Greatest Hits, Volume II. Ponadto alternatywną, wczesną wersję utworu zamieszczono jako dodatek na wznowieniu The Notorious Byrd Brothers z 1997 roku (wydanym przez Legacy Recordings).

### Lista utworów
Płyta gramofonowa 7”, Columbia Records / CBS, data wydania: 20 października 1967
1. „Goin' Back” (3:22)
2. „Change Is Now” (3:17)

### Notowania na listach przebojów
| Kraj              | Lista (1967)      | Najwyższa pozycja |
| ----------------- | ----------------- | ----------------- |
| Stany Zjednoczone | Billboard Hot 100 | 89                |

## Wersja Phila Collinsa
W 2010 roku Phil Collins nagrał własną wersję na potrzeby albumu Going Back (od niej właśnie pochodzi nazwa tego albumu). Utwór został wydany jako drugi singel z płyty, zawierającej soulowe i rhythmandbluesowe standardy z lat 60., a także jako ostatni singel w karierze Collinsa. Do utworu został nakręcony teledysk.

### Lista utworów
Promo CD-Single, Atlantic (Warner), data wydania: 27 września 2010
1. „Going Back” (4:37)

CD-Single, Atlantic 7567883320 (Warner) / EAN 0075678833205, data wydania: 3 grudnia 2010
1. „Going Back” (4:38)
2. „Papa Was a Rolling Stone” (6:42)

### Notowania na listach przebojów
| Kraj       | Lista (2010/2011) | Najwyższa pozycja |
| ---------- | ----------------- | ----------------- |
| Szwajcaria | Singles Top 75    | 50                |
| Austria    | Singles Top 75    | 45                |

## Pozostałe wersje
Carole King zdecydowała się nagrać własną wersję „Goin' Back” na albumie Writer z 1970 roku, a później dokonała ponownej rejestracji utworu na potrzeby albumu Pearls: Songs of Goffin and King, wydanego w 1980 roku.

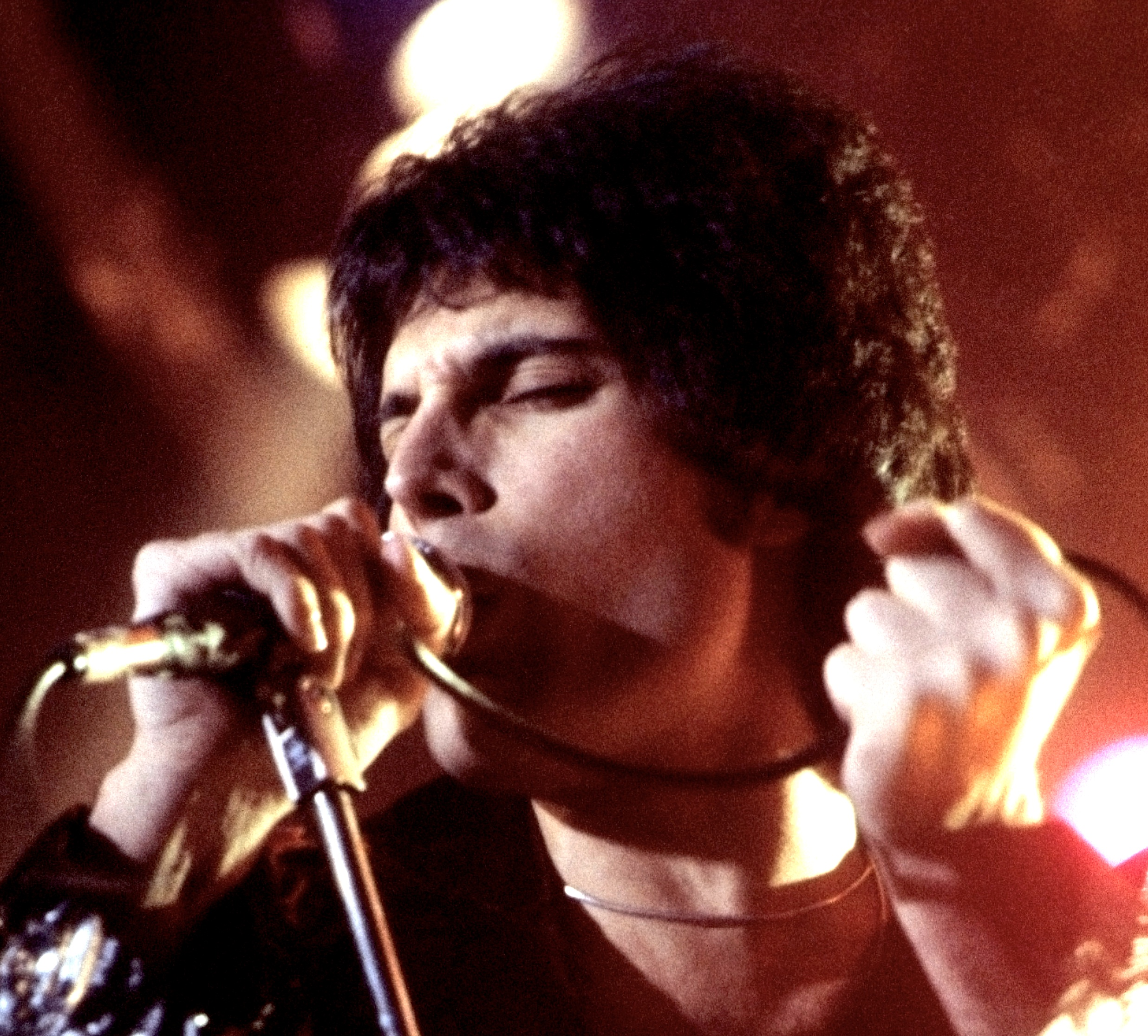
Freddie Mercury w latach 70.

W 1973 roku utwór został wydany pod szyldem Larry Lurex. Nagrania dokonano rok wcześniej w Trident Studios pod przewodnictwem producenta Robina Cable'a, który zaprosił do udziału Freddiego Mercury’ego, a ten z kolei namówił Briana Maya i Rogera Taylora (basista Queen, John Deacon, nie był wówczas obecny w studiu). W ten sposób powstały dwa utwory, „I Can Hear Music”, wykonywany wcześniej przez The Beach Boys, oraz właśnie „Goin’ Back”. W obydwu nagraniach Cable starał się odtworzyć technikę Wall of Sound Phila Spectora. Rezultat spodobał się producentowi, który doprowadził do wydania singla (z „Goin’ Back” na stronie B), ten jednak nie odniósł sukcesu komercyjnego, sprzedając się w zaledwie kilku kopiach, za to stając się później poszukiwanym przez kolekcjonerów rarytasem. W 1995 roku piosenka znalazła się na bootlegu Queen in Nuce, a później także na solowych kompilacjach Mercury’ego: The Solo Collection (2000) oraz Lover of Life, Singer of Songs (2006). Ponadto fragment „Goin’ Back” w tym wykonaniu wykorzystano w utworze „Mother Love” z albumu Made in Heaven (1995). Zdaniem Carole King, May (który pracował nad tym ostatnim nagraniem) wybrał właśnie „Goin’ Back” ze względu na tekst, opowiadający o dzieciństwie – pod koniec „Mother Love” umieścił sample z różnych przebojów Queen w odwrotnej kolejności chronologicznej, a „Goin’ Back” jako jedno z najstarszych nagrań zespołu doskonale nadawało się, by zamknąć tę listę.
Mniej więcej w tym samym czasie grupa The New Seekers stworzyła cover utworu, zamieszczając go na swym albumie Now, wydanym w 1973 roku. W 1975 roku Nils Lofgren wydał swój debiutancki album solowy, zamykany przez „Goin’ Back”. W październiku tego samego roku utwór został wykonany na żywo podczas serii koncertów Bruce’a Springsteena i E Street Band w Los Angeles.
Późniejsze wersje nagrały między innymi: Elkie Brooks na swoim albumie Pearls II z 1982 roku oraz Diana Ross w 2001 roku (album Love & Life: The Very Best of Diana Ross). W 2011 były piłkarz Paul McGrath nagrał cover „Goin’ Back” jako część swojego charytatywnego albumu Handle with Care.